# Julie Soso
Pour les articles homonymes, voir Soso.
Julie Soso Akeke est une femme politique papou-néo-guinéenne.

## Biographie
Elle suit des études cléricales au Collège technique de Goroka. Auto-entrepreneure, elle est également présidente d'une organisation non-gouvernementale de défense des droits des femmes des Hautes-Terres orientales de 1996 à 2012. Membre du Parti du triomphe, du patrimoine et de l'empouvoirement, aux élections législatives de 2012, elle est élue députée de la circonscription provinciale des Hautes-Terres orientales au Parlement national, et à ce titre gouverneure de cette province. En juillet 2015 elle change de parti et quitte l'opposition parlementaire pour rejoindre le parti Congrès national populaire du Premier ministre Peter O'Neill ; elle explique que cela facilitera le financement public de projets pour le développement de sa province. Elle est battue aux élections de 2017.